# Downsville (Nueva York)
Downsville es un lugar designado por el censo (en inglés, census-designated place, CDP) situado en el municipio de Colchester, en el condado de Delaware, estado de Nueva York, Estados Unidos. Según el censo de 2020, tiene una población de 474 habitantes.

## Geografía
La localidad está ubicada en las coordenadas 42°05′05″N 74°59′52″O / 42.08472, -74.99778 (42.084598, -74.997709).